# Feijoada
Feijoada är en gryta på bönor med nötkött och fläskkött, vanligt förekommande i Portugal och i före detta portugisiska kolonier.
I Brasilien är feijoada en nationalrätt. Maträtten togs till Sydamerika av portugiserna, och skapades efter gamla Feijoada-recept från de portugisiska regionerna Beira, Estremadura och Trás-os-Montes.
Namnet kommer från ordet feijão, portugisiska för böna.
Feijoada serveras vanligen med ris. Beroende på region serveras den även med andra tillbehör, såsom olika korvar och grönsaker, som ibland också får ingå i grytan.

## Historia
En vanlig historia berättar att den brasilianska feijoadan var en lyxig rätt bland afrikanska slavar på brasilianska farmer, då den var billig att göra och innehöll billiga ingredienser, främst bönor och resterna från saltat fläsk- och nötköttsproduktion. Maträtten har gått från att vara en maträtt för de lägre klasserna till att vara en maträtt som erbjuds på de allra finaste restaurangerna och en nationalrätt i Brasilien.
Historiker som Luis da Camara Cascudo anser att feijoada är en brasiliansk version av grytor från sydeuropeiska länder som Frankrike (cassoulet), Spanien, Italien och Portugal. Traditionella portugisiska bön- och fläskrätter (cozidos) som de från Estremadura och Trás-os-Montes är feijoadans ursprung.

## Ingredienser
Den brasilianska feijoadan tillagas med svarta bönor och olika sorter saltade fläsk- och köttprodukter såsom saltade fläskbitar (öron, svansar, fötter), bacon, rökta fläskrevben, minst två sorters rökt korv och nötkött skuret i bitar (ländrygg och tunga).
Grytan tillagas bäst över en stillsam eld i en tjock lergryta. På den slutliga rätten är bönorna och köttbitarna precis täckta av en mörk lila-brun buljong. Smaken är stark, måttligt salt , dominerad av smakerna från bönor och kött.